# قطعنامه ۱۳۱۳ شورای امنیت
قطعنامه ۱۳۱۳ شورای امنیت سازمان ملل متحد که در تاریخ ۰۴ اوت ۲۰۰۰ تصویب شد، سندی بین‌المللی دربارهٔ بررسی وضعیت در سیرالئون است. این قطعنامه طی نشست ۴۱۸۴ام با ۱۵ رای موافق، ۰ مخالف و ۰ ممتنع تصویب شد.